# Duta concinna
Duta concinna är en stekelart som beskrevs av Galloway 1984. Duta concinna ingår i släktet Duta och familjen Scelionidae. Inga underarter finns listade i Catalogue of Life.